# Nathan F. Dixon II

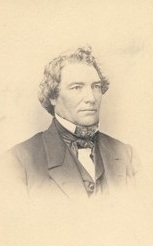
Nathan F. Dixon II

Nathan Fellows Dixon, född 1 maj 1812 i Westerly, Rhode Island, död 11 april 1881 i Westerly, Rhode Island, var en amerikansk politiker. Han var ledamot av USA:s representanthus 1849-1851 och 1863-1871.
Dixon utexaminerades 1833 från Brown University. Han studerade sedan juridik och inledde 1837 sin karriär som advokat i Westerly. Han blev invald i representanthuset som whigpartiets kandidat i kongressvalet 1848. Han kandiderade inte till omval i kongressvalet 1850.
Dixon bytte parti till republikanerna. Han besegrade sittande kongressledamoten George H. Browne i kongressvalet 1862. Han omvaldes 1864, 1866 och 1868. Han efterträddes 1871 som kongressledamot av James M. Pendleton.
Dixons grav finns på River Bend Cemetery i Westerly. Fadern Nathan F. Dixon var senator för Rhode Island 1839-1842 och sonen Nathan F. Dixon III representerade Rhode Island i båda kamrarna av USA:s kongress.